# Reial Expedició Filantròpica del Vaccí

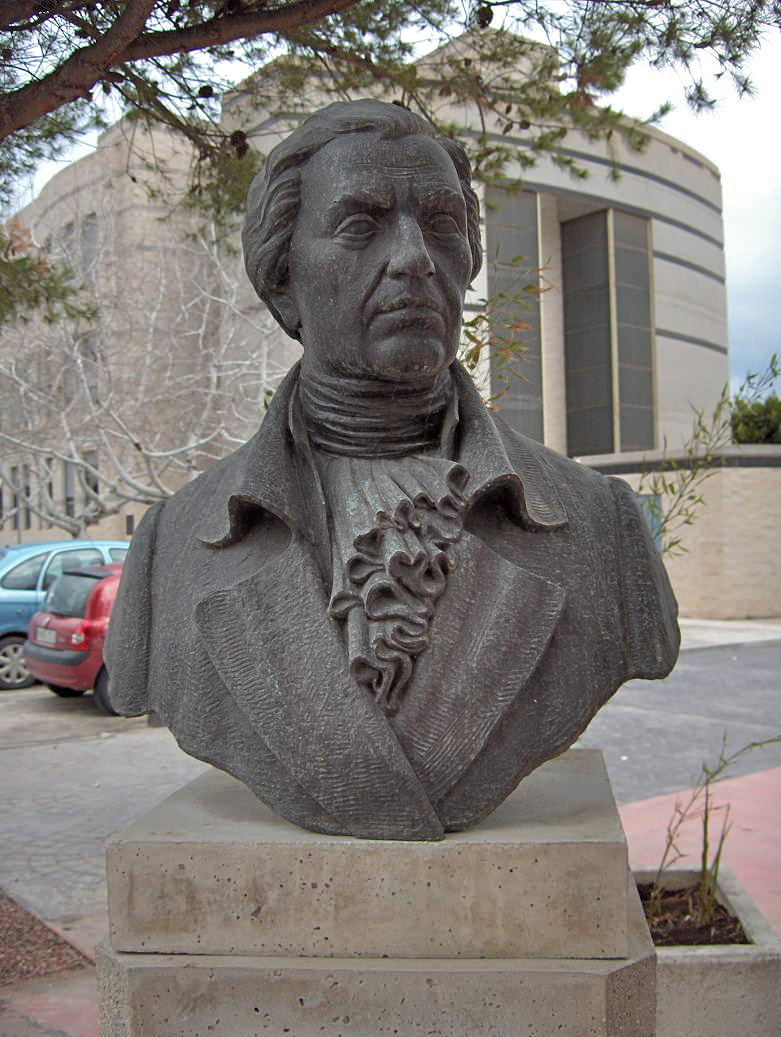
Bust de Francesc Xavier Balmis en la Facultat de Medicina de la UMH a Sant Joan d'Alacant.

La Reial Expedició Filantròpica del Vaccí, coneguda popularment com a Expedició Balmis en referència al metge alacantí Francesc Xavier Balmis i Berenguer, fou una expedició de caràcter filantròpic que feu la volta al món i durà des de 1803 fins a 1814. El seu objectiu era en principi que el vaccí de la verola arribara a tots els racons del llavors Imperi espanyol, ja que l'alta mortalitat del virus estava ocasionant la mort de milers de xiquets.
El rei Carles IV recolzà i sufragà amb fons públics al metge de la cort, el doctor Balmis, en la seua idea d'una vaccinació massiva de xiquets al llarg de l'Imperi, ja que sa pròpia filla, la infanta Maria Lluïsa havia patit la malaltia. L'expedició isqué del port de La Corunya el 30 de novembre de 1803 i és considerada per la bibliografia com la primera expedició sanitària internacional de la història.

## Antecedents

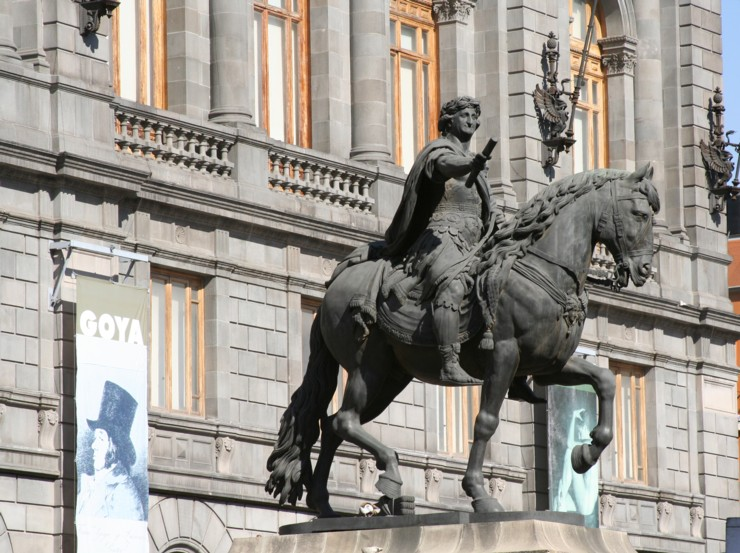
Estàtua de Carlos IV de Manuel Tolsà, Ciutat de Mèxic.

En 1796 durant el moment de major extensió del virus de la verola a Europa, un metge rural d'Anglaterra, Edward Jenner, observà que les lleteres adquirien ocasionalment una espècie de «verola de vaca» o «verola bovina» (cowpox) pel contacte continuat amb estos animals en munyir-los, i que era una variant lleu de la mortífera verola «humana» contra la qual quedaven així immunitzades. Prengué sèrum d'aquest vaccí i aconseguí inocular a James Philips, un xiquet de huit anys. El xiquet mostrà símptomes de la infecció de verola bovina, però molt més lleu i no morí. La resta dels xiquets inoculats respongueren sorprenentment bé.
Jenner publicà finalment els seus treballs el 1798 i ja al desembre de 1800 el vaccí havia arribat a Espanya, concretament a Puigcerdà, de la mà del doctor Francesc Piguillem i Verdacer.
Tanta celeritat, en un temps en què les notícies viatjaven a cavall o amb vaixell de vela, dona una imatge de la gravetat dels fets.
Cinc anys després de la publicació d'aquest descobriment, el 1803, el Rei d'Espanya, aconsellat pel seu metge de la cort Balmis, manà organitzar una expedició per estendre el vaccí a tots els dominis d'Ultramar. A més, el 1805 es promulga una Reial cèdula manant que en tots els hospitals se destinara una sala per conservar el fluid boví.
Un dels principals problemes que es presentaren a l'hora d'idear l'expedició fou com aconseguir que el vaccí resistira tot el trajecte en perfecte estat. La solució se li ocórregué al mateix Balmis: portar en el viatge a un nombre de xiquets, i anar passant cada cert temps el vaccí d'un a un altre, mitjançant el contacte de les ferides.

## Desenvolupament
L'operació es començà amb el Corbeta María Pita que portava: 22 xiquets òrfens (d'entre 3 i 10 anys) que havien estat inoculats amb el vaccí encara viva en el seu cos; Balmis, un prestigiós cirurgià; 2 metges assistents, 2 pràctics, 3 infermeres i la rectora de l'orfenat Casa de Expósitos de La Corunya, Isabel López de Gandalia. Se pot entendre globalment com «una caravana infantil amb rumb al Nou Món per transportar el vaccí i prevenir les epidèmies de veroles. Donant com a resultat un dels viatges més estranys que té com a protagonista la medicina i la ciència en el segle XIX».
La missió aconseguí portar el vaccí fins a les Illes Canàries, Veneçuela, Colòmbia, Equador, Perú, Mèxic, les Filipines i Xina.
El vaixell portava instrumental quirúrgic i instruments científics, així com la traducció del Tractat pràctic i històric del vaccí, de Louis-Jacques Moreau de la Sarthe, per ser distribuït per les comissions de vaccinació que es fundaren.

Recorregut de l'expedició des de la seva sortida del port de la Corunya, amb els seus posteriors desdoblaments de l'expedició i llurs lideratges al llarg de l'Imperi espanyol a Sud-amèrica.

L'expedició no necessità vaccinar la població de Puerto Rico, atés que el vaccí fou portat a l'illa des de la colònia danesa de Saint Thomas pel metge català Francesc Oller i Ferrer.

### Capitania General de Veneçuela
L'expedició es dividí en La Guaira. D'una banda, Balmis es traslladà a Caracas, ciutat en què instal·là la Junta Central del Vaccí amb el suport de José Domingo Díaz i Vicente Salias, abans de marxar a Port Cabell i l'Havana. El poeta veneçolà Andrés Bell fins i tot escrigué el 1804 una Oda a la Vacuna.
D'altra banda, Josep Salvany i Lleopart, el segon cirurgià, s'endinsà a Nova Granada (actual Colòmbia) i al Virregnat del Perú (actualment Equador, Perú, Xile i Bolívia). Necessitaren set anys per recórrer el territori i els esforços del viatge van posar fi a la vida del mateix Salvany, que morí a Cochabamba el 1810.

### Nova Espanya
Al territori de l'actual Mèxic, pertanyent al virregnat de Nova Espanya, Balmis s'emportà 25 òrfens perquè mantingueren el vaccí viu durant la travessa de l'oceà Pacífic a bord del navili Magallanes. Partiren del port d'Acapulco, amb rumb a Manila, el 8 de febrer de 1805.

### Capitania General de les Filipines
Pel que fa a la seva arribada a la Capitania General de les Filipines, l'expedició rebé una important ajuda de l'Església per organitzar les vaccinacions d'indígenes. Finalment, Balmis descartà tornar a terres mexicanes amb el gruix de l'expedició i seguí avançant cap a la Xina.

Recorregut de l'expedició Balmis i les seves divisions marítimes al llarg del territori de les Filipines

### Xina i retorn a Espanya
Coneixedor que el vaccí no havia arribat a la Xina, Balmis sol·licità i li fou concedit el permís per marxar cap a Macau, partint de Manila el 3 de setembre de 1805. Arribà finalment, i després d'un accidentat viatge, a la colònia portuguesa de Macau i el 5 d'octubre d'este mateix any s'endinsà en territori xinès. Vaccinà la població de diverses ciutats fins a arribar a la província de Cantó.
En el seu camí de tornada a Espanya, aconseguí convéncer a les autoritats britàniques de l'illa Santa Elena (1806) perquè prengueren el vaccí.

## L'expedició en la ficció

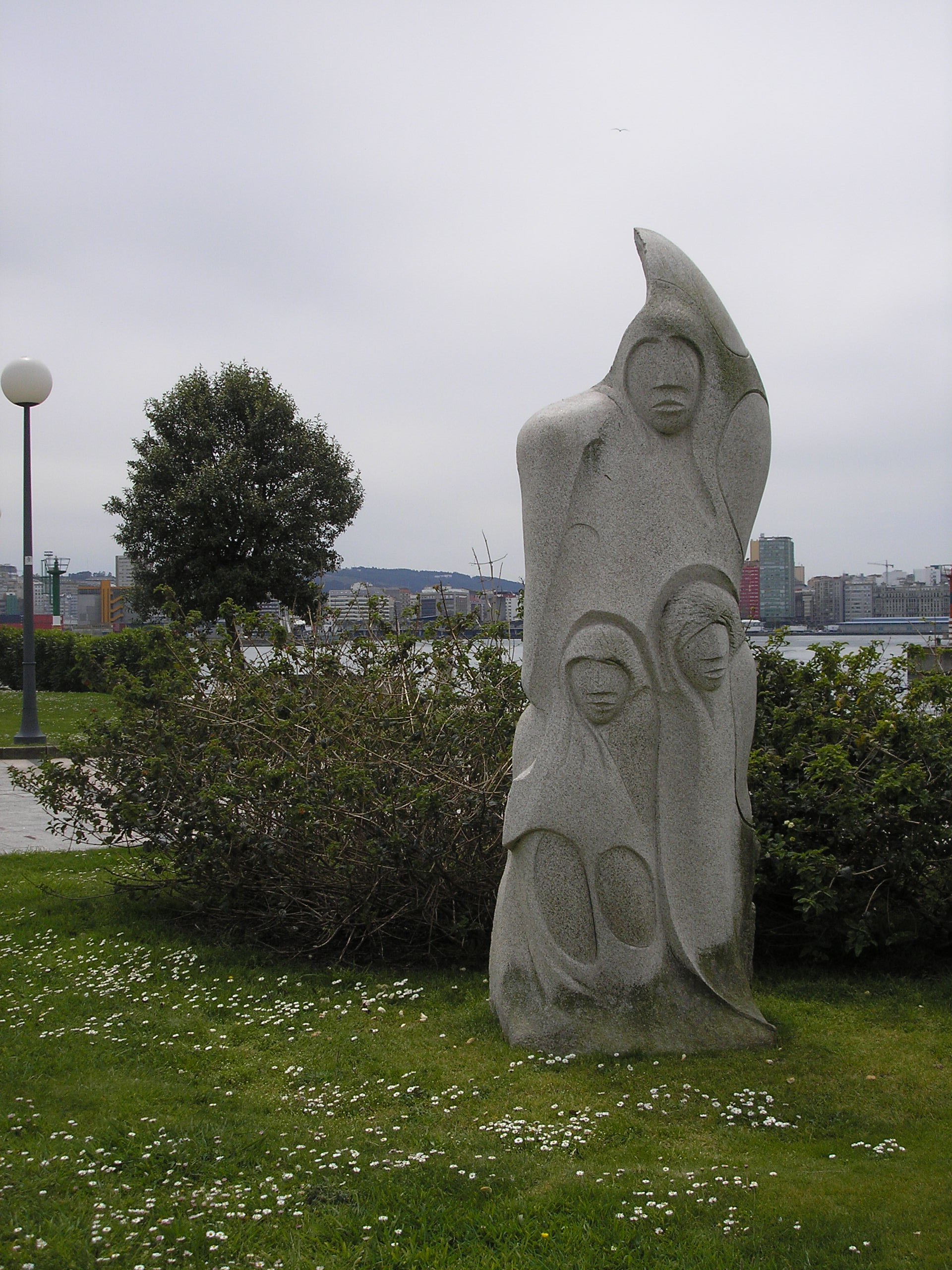
Monument al carrer Parrote, en el port de La Corunya, en homenatge als xiquets òrfens que partiren amb l'expedició.

La novel·lista dominicana/nord-americana Julia Álvarez escrivé un relat de ficció sobre l'expedició des de la perspectiva de l'única dona membre, la rectora de l'orfenat, en Saving the World (2006), ISBN 978-1-56512-510-0.